# 三嶋恭代
三嶋 恭代（みしま やすよ）は日本の女子陸上競技選手。和歌山県出身。専門は短距離走、中距離走。

## 人物
1966年にバンコクで開催されたアジア競技大会に出場し、400mと800mで銅メダルを獲得した。和歌山県立和歌山北高等学校の教員だった1969年には日本陸上競技選手権大会の400mで優勝しており、同年、400mで手動計時56秒5の日本記録を樹立している。
1971年に和歌山県で開催された黒潮国体では最終炬火ランナーを務めた。